# Gabón en los Juegos Olímpicos de Múnich 1972
Gabón estuvo representado en los Juegos Olímpicos de Múnich 1972 por un deportista masculino que compitió en boxeo.
El equipo olímpico gabonés no obtuvo ninguna medalla en estos Juegos.